# Rafael Asca
Rafael Asca   (Lima, 1924 - 8 d'octubre de 2017) fou un futbolista peruà de la dècada de 1960.
Fou considerat un dels millors porters peruans de la història, seguint les passes d'homes com Jorge Pardón, Juan Valdivieso, José Soriano i Juan Honores, que popularitzaren la frase: "Perú, terra de porters".
Fou 21 cops internacional amb la selecció del Perú.
Pel que fa a clubs, defensà els colors de Sport Boys, Sporting Tabaco i Sporting Cristal.